# دنیس اشمیت (بازیکن فوتبال)
دنیس اشمیت (انگلیسی: Dennis Schmidt؛ زادهٔ ۱۸ آوریل ۱۹۸۸) بازیکن فوتبال اهل آلمان است.
از باشگاه‌هایی که در آن بازی کرده‌است می‌توان به باشگاه فوتبال دارمشتات ۹۸، باشگاه فوتبال وهن ویسبادن، و باشگاه فوتبال اسنابروک اشاره کرد.
وی همچنین در تیم ملی فوتبال زیر ۲۱ سال آلمان بازی کرده‌است.